# Evelina Stampa Vogelbacher
Evelina Stampa Vogelbacher (* 12. Juni 1922 in Bern; † 14. Mai 2012 in Olten; heimatberechtigt in Stampa und Leuggern) war eine Schweizer Politikerin (FDP) und Frauenrechtlerin aus dem Kanton Bern.

## Leben
Evelina Stampa Vogelbacher war eine Tochter von Ulrico Michele Stampa, Bundesbeamter, und Fannj Emilie Sontheim. Im Jahr 1947 heiratete sie René Vogelbacher.
Sie besuchte Schulen in Bern. Im Jahr 1941 erwarb sie das Diplom der Wirtschaftsmittelschule der Stadt Bern. Sie arbeitete 1941 im Bundesamt für Sozialversicherung. Von 1942 bis 1944 war sie in der Privatwirtschaft und ab 1945 bis 1946 in der Gesandtschaft in London tätig. 
Ab Mitte der 1960er Jahre verfolgte sie ein politisches Engagement für Frauenfragen in der Freisinnig-Demokratischen Partei (FDP) der Stadt Bern. Von 1972 bis 1975 amtierte sie als Präsidentin der FDP-Frauen der Stadt Bern und ab 1977 bis 1982 des Kantons Bern. Im Jahr 1975 gehörte sie dem Vorstand des Bundes Schweizerischer Frauenorganisationen (BSF) an. Ab 1979 bis 1983 präsidierte sie diesen. Stampa positionierte den Bund Schweizerischer Frauenorganisationen als bürgerlich ausgerichteten, von der «neuen» und der sozialdemokratischen Frauenbewegung abgegrenzten Frauenverband.